# Mesera
Mesera is een geslacht van vlinders van de familie spinners (Lasiocampidae).

## Soorten
- M. arpi (Schaus, 1896)
- M. crassipuncta Draudt, 1927
- M. rimicola Draudt, 1927
- M. tristis Walker, 1855